# 斯大林防线
斯大林防线是第二次世界大战前沿苏联西部边界的防御工事线。该体系始建于1920年代，旨在保护苏联免受西方的攻击。该防线由混凝土掩体和炮台组成，与马奇诺防线相似，但复杂程度较低。该防线未连续覆盖苏联整个边界，而是设防区的网络，意在沿某些走廊引导潜在的入侵者。1939年苏联和德国建立军事同盟后，苏联入侵波罗的海三国、波兰和比萨拉比亚，其防御则延伸至莫洛托夫防线。

## 名称
在苏联，这些防御工事从未被正式称为"斯大林防线"。只有德国的宣传和西方报刊中才会这样称呼。
这个名字首次出现在1936年12月在拉脱维亚出版的俄语报纸Segodnya的一篇文章中。
然后这篇文章被英国报纸"每日快报"转载，"斯大林防线 "这个词开始广泛流传。

## 历史

### 防线理论和概念

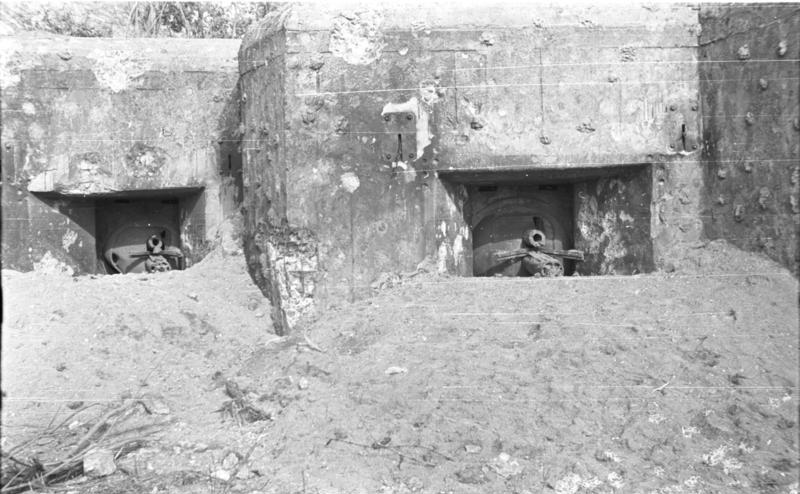
莫吉廖夫附近有机枪巢的斯大林防线

二战前的军事理论还没有考虑到闪电战这一高机动战术：
当时的理论框架认为一国对另一国宣战前要先进行动员。在动员时，军队迅速入驻防线，边境主力部队迅速占领前线的高地并对关隘、桥梁、隧道、水厂、水坝、交通枢纽等屯驻.。
动员后前线和防线部队按预备好的计划建造野战工事--战壕、通讯通道、机枪窝、地堡和掩体、杀伤人员和反坦克障碍物以及假目标等。
炮兵占据预先选的阵地，火力覆盖防线到前线的大片野战区。
筑垒区则有一个后备火力支援，并与临时工事结合起来，成为敌人不可逾越的屏障。
许多欧洲国家都按照此理论修筑了防线如法国的马奇诺防线、芬兰的曼纳海姆防线等，而苏联也走了这条路。
防御工事的建设非常耗费材料和成本：例如，列季切夫防御工事的建设花费了1600万卢布，相当于300辆T-26坦克的成本，每辆5万卢布。

### 规划和建设
防线的总长度为1850公里，工事之间有空隙（工事线的长度为1200公里）。
最初建造的是13段：卡累利阿、金塞普、普斯科夫、波洛茨克、明斯克、莫兹尔、科罗斯特、基辅、新格拉德-沃伦斯克、列季切夫斯克、莫吉廖夫-波多尔斯克、雷布尼察和蒂拉斯波尔。
这些工事沿着前线延伸了50至150公里，包括深度达12公里的先进阵地和障碍物，以及深度约4公里的主要阵地。在可能的情况下，堑壕的侧翼被天然的障碍物所覆盖，每个堑壕都必须覆盖一条重要的路线。工事的主要任务是在主力部队动员起来之前守住边境地区，而不是像许多人错误地认为的那样，完全阻止和击败敌人。
1937年6月，图哈切夫斯基元帅在其自杀前的报告中强调了发展防御区的必要性："我认为，有必要在白俄罗斯和乌克兰建立斯卢茨克防御区……深入发展列季切夫斯克防御区，缩小它与日托米尔防御区之间的差距……有必要使基辅和莫兹尔防御区恢复其以前的主要意义。
1938年，在已经修好的防区之间开始建造八个新的防区：奥斯特罗夫斯基、塞贝日斯基、斯卢茨基、谢佩托夫斯基、伊齐亚斯拉夫斯基、斯塔罗-康斯坦丁诺夫斯基、奥斯特罗波尔斯基、卡米亚涅茨-波多尔斯基防区。
根据纳粹德国在1941年攻占斯大林防线后编制的数据，这条防线上总共有142个野战炮的炮台和阵地（76毫米口径），248个反坦克炮的炮台和掩体（45毫米口径）以及2572个机枪的炮台和掩体（不包括卡列斯基UR）。
大部分建造的结构是在明斯克特种建筑即33个炮兵掩体，114个反坦克掩体和401个机枪掩体。
然而，其中一些地区没有火炮（Polotsk）或反坦克火炮（Mozyr、Korosteni、Letichev 和 Rybnitsa）。
根据历史学家考夫曼（D. Kaufmann）的计算，法国马奇诺防线每公里战线有多达7.7座建筑，而斯大林防线有0.7至1.4座。
马奇诺防线长约400公里，由26.4万名士兵防守。
因此，斯大林防线明显更弱。
但是德军顺利通过了马奇诺防线，而在斯大林防线上则耗费了3天到2个月，损失了部分机动装备，包括坦克，以及精锐的进攻部队的人力。

### 废弃

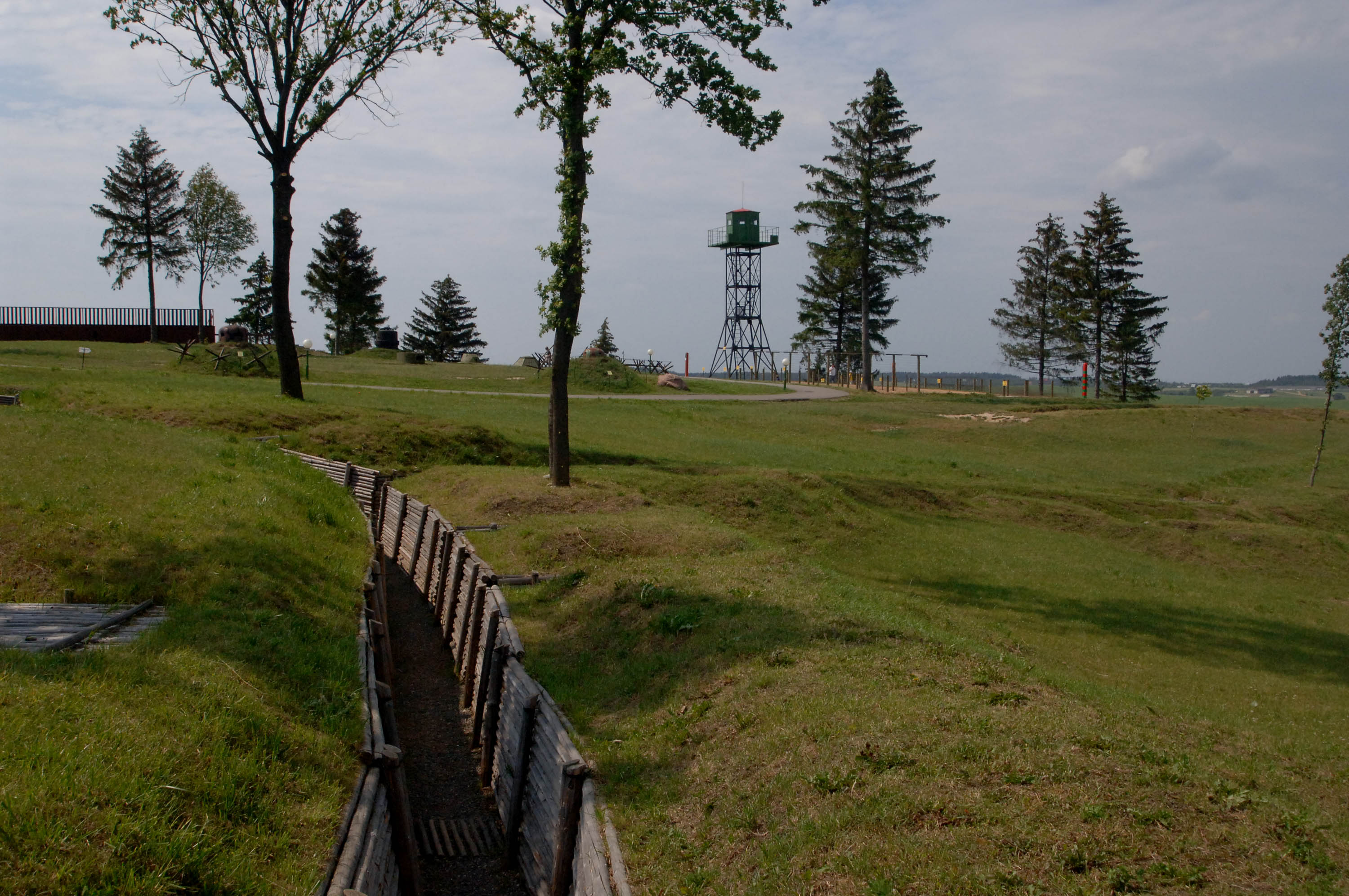
今日白俄罗斯明斯克附近的斯大林防线壕沟遗址

1939年苏联和德国建立军事同盟后，苏联入侵波罗的海三国、波兰和比萨拉比亚，斯大林防线不再是国防前线。
苏联开始在其以西约300公里处开始建造新的莫洛托夫防线。
一些苏联将领认为，最好保留这两条线，并进行纵深防御。
但双线防御的计划与二战前苏联的军事理论相冲突，因此斯大林防线被弃用、防线上的火炮被移入库封存等待新防线建成。
朱可夫在他的回忆录中把这归因于机枪和大炮武器的短缺。
图哈切夫斯基元帅则早已直出俄军装备上缺乏炮兵和小型武器的弱点。
1941年轴心国入侵时，苏联发现新防线尚未完工，而斯大林防线基本上被遗弃，并处于失修状态。
虽然斯大林线的部分防段及时配备了人员，并为苏联的防御做出了贡献，但这对阻止进攻没有起到决定性作用。

### 战后
二战后，该防线因过于分散且德国不再是战略威胁者而没有得到维护。但与西欧不同的是，该防线的大部分都被忽视未被因战后发展需要而拆除，所以直到1991年苏联解体后仍然存在。今天，斯大林防线防御工事的遗迹位于白俄罗斯、俄罗斯和乌克兰（还有摩尔多瓦的东部地区）。